# Локомотив (футбольный клуб, Донецк)
«Локомотив» — советский футбольный клуб из Донецка. Основан в 1948 году. Последнее упоминание в 1973 году.
В 1958—1973 годах играл в первенстве СССР.

## Названия
- 1948—1958 — «Локомотив» (Артёмовск);
- 1958—1961 — «Локомотив» (Сталино);
- с 1961 года — «Локомотив» (Донецк).

## Достижения
- Во второй по уровню лиге первенства СССР — 4-е место (в зональном турнире класса «Б» 1960 года).
- В кубке СССР — поражение в зональном финале (1961).

## Известные футболисты
- Виктор Зубков
- Виталий Савельев
- Виктор Тимохин